# Johnny Rivera
Johnny Rivera ist ein puerto-ricanischer Salsamusiker.

## Werdegang
Johnny Rivera wuchs in der Bronx in New York City auf und besuchte in seiner Jugend die Benjamin Franklin High School. Nach einem Aufenthalt in der Heimat seiner Eltern Puerto Rico kehrte Johnny Rivera nach New York zurück und begann dort seine musikalische Karriere. Mit Grupo Fascinación und dem Conjunto Clasico nahm er mehrere Alben auf. 1991 erschien sein erstes Soloalbum „Y Ahora de Verdad“. Bislang hat er 15 erfolgreiche Salsa-Alben veröffentlicht, darunter 1995 seinen Erfolgssong „Se Parecía Tanto A Ti“, welcher den Platz eins in den Latin Billboard Charts erzielte.

## Diskografie
- Tiburón (mit Grupo Fascinación, 1985)
- Salsa Vice (mit Grupo Fascinación, 1986)
- Más Clásico que Nunca (mit Conjunto Clasico)
- Clasico 89 (mit Conjunto Clasico, 1989)
- Y Ahora de Verdad (1991)
- Encuentro Casual (1992)
- Cuando Parará la Lluvia (1993)
- Déjame Intentarlo (1993)
- Paisajes de la Vida (1996)
- Un Estilo Propio (1998)
- Estoy Aqui (2000)
- Palladium Series Live (2001)
- Vivo por Ti (2007)